# Persecución a la vista de liebre con señuelo

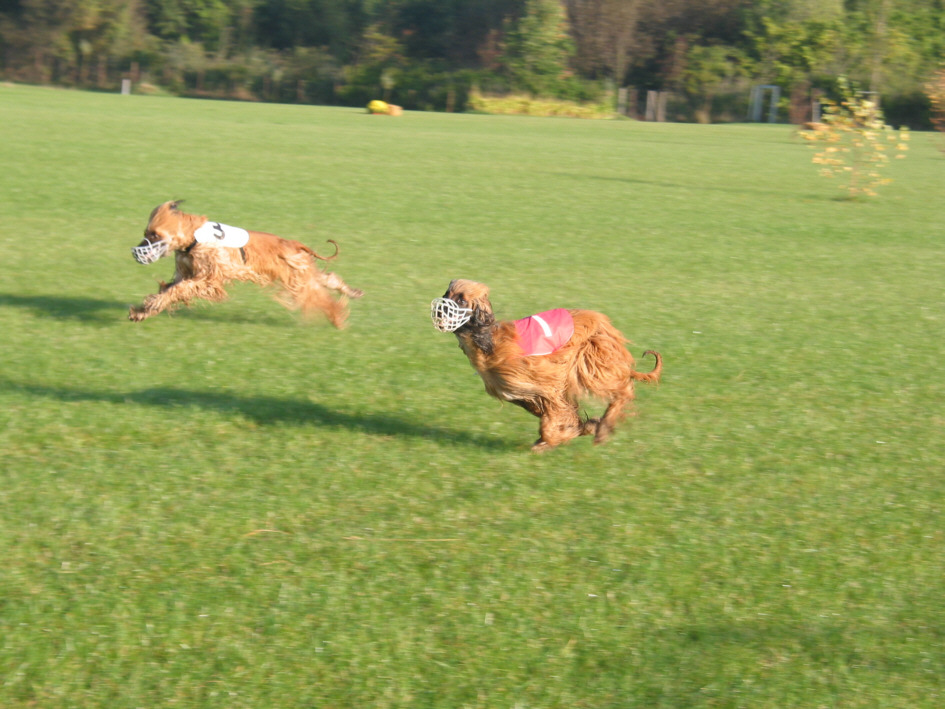
Lebreles afganos en persecución a la vista sobre señuelo o coursing

La persecución a la vista de la liebre con señuelo  o coursing (en inglés lure coursing) en Francia, es una prueba donde dos lebreles, del 10.º grupo, persiguen un señuelo sobre un terreno natural de 1 a 3 hectáreas (a diferencia de la carrera en pista que se desarrolla en un canódromo).
Es una simulación de caza a la liebre con obstáculos, vegetación y desniveles.

## Las carreras de lebreles
El acceso está autorizado a todos los dueños de lebreles. Sin embargo, en las competiciones oficiales, solos los lebreles LOF confirmados, teniendo el diploma de PVL, pueden participar.
Las pruebas oficiales están organizadas bajo el control de la Comisión nacional de utilidad de los lebreles (CNUL), que depende de la Sociedad central canina (SCC).
La persecución se desarrolla sobre una distancia de 600 a 750 m para las razas pequeñas y de 700 a 900 m para las  razas grandes.
El señuelo, tirado por un sistema de poleas, efectúa zigzags que simulan lo más posible la huida de una liebre.
Las pruebas, que se desarrollan en dos mangas (mañana y tarde), juzgan :
- 1 - La velocidad;
- 2 - La dirección;
- 3 - El ardor;
- 4 - Los obstáculos;
- 5 - La capacidad para efectuar regresos;
- 6 - El aguante;
- 7 - La capacidad para conseguir la captura.

El vencedor obtiene el Certificado de aptitud al campeonato de persecución (CACP) y el segundo se clasifica como Reserva (RCACP).

## Lugares de carreras PVL
- Grillemont La Capilla Blanca San Martín, Francia

- Belfort, Francia
- Carcasona, Francia
- Chardonnay, Francia
- Laferté-sobre-Amance, Champán Ardenne, Francia
- Lotzwil, Suiza
- Versoix, Suiza
- o todo espacio de verde regularmente delimitado y acondicionado, en funciones de las autorizaciones.

## Galería

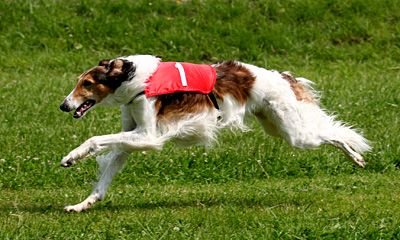
Un Borzoi en carrera
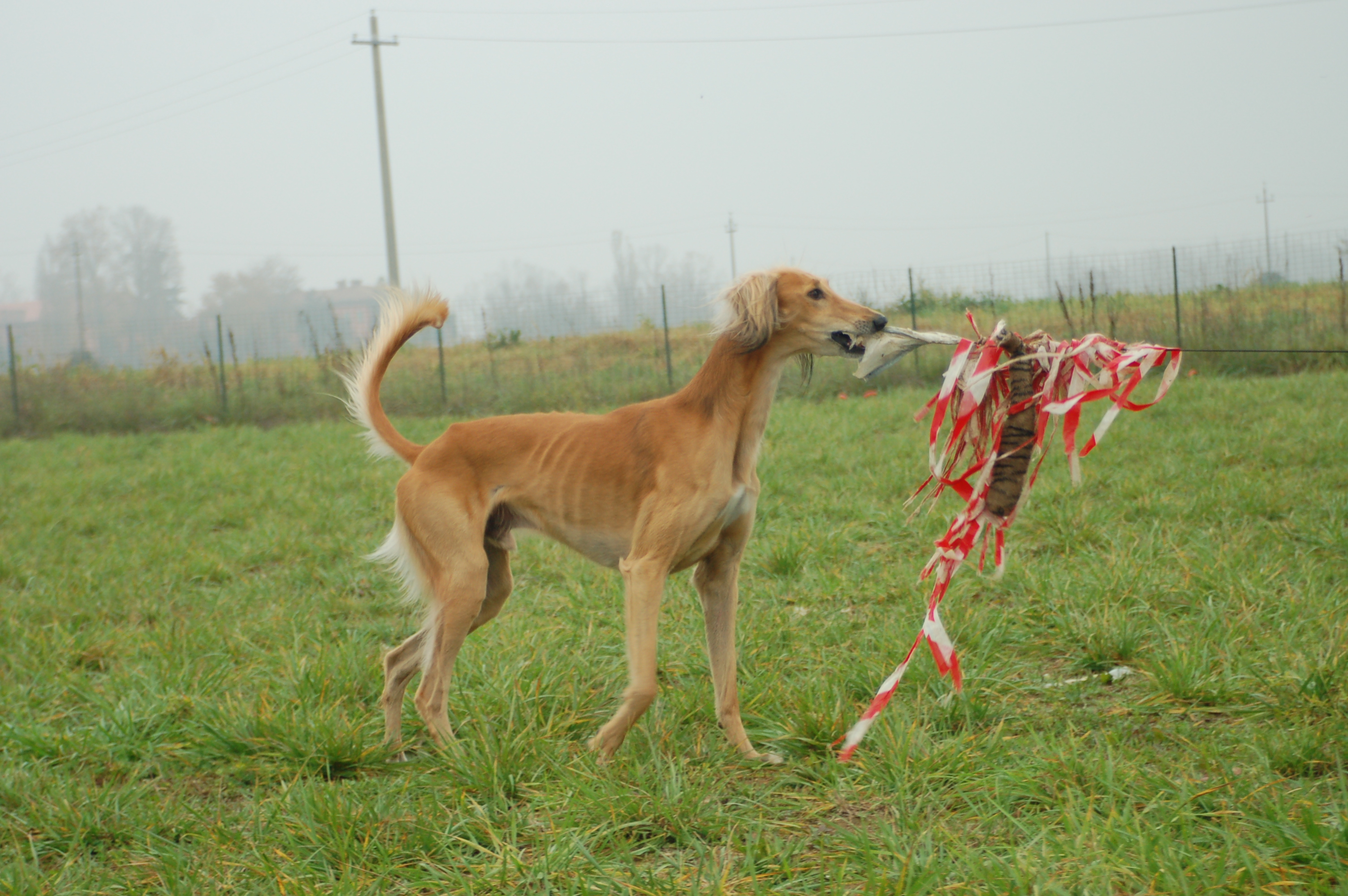
Un Saluki y el señuelo